# 共产党 (罗马尼亚)
共产党是罗马尼亚的一个共产主义政党。该党的主席是乔尔杰·I·乌恩古雷亚努，书记是康斯坦丁·M·格尔贝奥鲁。
1996年3月，该党成立，取名为共产党（非罗共成员）（Partidul Comuniștilor (Nepecerişti)）。1996年4月19日，布加勒斯特区法院驳回乌恩古雷亚努的政党注册申请，理由是该党宣布其意图是建立一个基于共产主义理论的“人道国家”，这在欧洲人权法院后来所说的表述中，意味着“否定1989年之后罗马尼亚的宪政和法律秩序，暗示其‘不人道’且‘不具备真正的民主’”。1996年8月28日，布加勒斯特上诉法院维持这一裁决。但欧洲人权法院随后根据《欧洲人权公约》第11条推翻该判决。该党最终于2006年7月31日完成注册。2008年，该党再次被罗马尼亚当局解散，但由于该党提出上诉并胜诉，它在官方的“政党登记册”中仍被列为活动状态。2014年，该党解散。
2016年，该党以“共产党”的名义重建，并参加2020年罗马尼亚议会选举，在全国范围内获得213张选票。在2024年罗马尼亚总统选举期间，该党呼吁抵制第一轮投票，并在第二轮支持极右翼候选人克林·杰奥尔杰斯库。